# Múscul suspensori del duodè
El múscul suspensori del duodè (o també conegut com a lligament de Treitz) és un fi múscul que connecta la unió formada entre duodè, jejú i flexura duodenojejunal al teixit connectiu que envolta les artèries mesentèrica superior i celíaca. El múscul suspensori s'insereix habitualment a la tercera i quarta porcions del duodè i a la flexura duodenojejunal, encara que aquesta inserció és força variable.
El múscul suspensori marca la divisió formal entre la primera i segona secció de l'intestí prim. Aquesta divisió s'empra per marcar la diferència entre el tracte digestiu superior i el tracte digestiu inferior, rellevant en medicina clínica per determinar la font d'hemorràgia gastrointestinal.
El múscul suspensori és un producte derivat del mesoderm i juga un rol en la rotació intestinal embriològica, oferint un punt de fixació per a l'intestí que rota. També es pensa que ajuda a la digestió eixamplant l'angle de la flexura duodenojejunal. La síndrome de l'artèria mesentèrica superior és una rara anormalitat causada per un múscul suspensori congènitament curt.

## Història
El múscul suspensori del duodè va ser anomenat per primera vegada el 1853 per Václav Treitz, com el musculus suspensorius duodeni (en llatí), i descrit com una porció inferior muscular amb una ampla base i una porció superior tendinosa que es combinava amb el teixit conjuntiu que envolta els orígens de les artèries mesentèrica superior i celíaca. Habitualment s'encunya com a lligament de Treitz pels metges clínics o com a múscul suspensori del duodè pels anatomistes. També s'ha descrit com "un casquet polar ... una estructura que molts refereixen però pocs han vist."

## Estructura
El duodè i el jejú són la primera i la segona secció de l'intestí prim, respectivament: el múscul suspensori del duodè en marca la divisió formal. El múscul suspensori sorgeix de la porció dreta del diafragma crural a mesura que envolta l'esòfag, continua com a teixit connectiu al voltant de les branques del tronc celíac i l'artèria mesentèrica superior, passant posteriorment al pàncrees, i accedeix a la part superior del mesenteri, inserint-se a la unió entre duodè i jejú, la flexura duodenojejunal. Aquí ja es continua amb les capes musculars del duodè

### Variacions
Existeixen considerables variacions anatòmiques quant a llargada i punt d'inserció. Malgrat ésser la clàssica descripció, la inserció d'aquest múscul en la flexura duodenojejunal només ocorre en un 8% de la població; és molt més comú una inserció addicional a la tercera i quarta porcions del duodè (40 - 60% de la població) o una simple inserció en aquestes tercera i quarta porcions del duodè (20 - 30%). A més a més, la presència d'insercions separades però múltiples tampoc és estranya.
Segons alguns autors que utilitzen l'original descripció de Treitz, el múscul pot estar dividit en dues seccions: una porció superior lligamentosa (coneguda també com a Hilfsmuskel), enganxant la porció dreta del diafragma crural amb el teixit conjuntiu que envolta les artèries mesentèrica superior i celíaca, i una porció inferior muscular, que uneix el teixit conjuntiu esmenat amb el duodè. from the connective tissue attaching to the duodenum. Aquestes dues parts es consideren actualment diferents anatòmicament, considerant-se com a múscul suspensori només la porció inferior muscular, unida al duodè

## Funció
El lligament conté una banda de múscul esquelètic del diafragma i una banda fibromuscular de múscul llis procedent de les porcions horitzontal i ascendent del duodè. Quan es contrau, per les connexions amb la tercera i quarta porcions del duodè, el múscul suspensori del duodè eixampla l'angle de la flexura duodenojejunal, permetent el moviment del contingut intestinal.

### Embriologia
Embriològicament, el múscul suspensori del duodè deriva del mesoderm i juga un rol important en la rotació intestinal embriològica, oferint un punt de fixació superior per a l'intestí que rota.

## Significança clínica
Aquest lligament és un punt de referència anatòmic rellevant per la separació formal que implica del tracte digestiu superior i inferior. Per exemple, la presència d'hematèmesi o melena (femta amb un color extremadament fosc i brillant) sol indicar una hemorràgia digestiva localitzada al tracte superior. Per altra banda, l'hematoquèzia (femta amb un color vermell llampant o amb coàguls) sol indicar una hemorràgia digestiva localitzada al tracte inferior. És especialment rellevant quan s'està observant els intestins en casos de malrotació intestinal, una síndrome sovint sospitada en infants quan tenen episodis recurrents de vòmit. Visualitzar una localització fisiològica del lligament de Treitz en imatges radiològiques és indispensable per descartar la síndrome de malrotació intestinal; quan la malrotació està present, el lligament de Treitz es troba en posicions anormals.
Durant una cirurgia de Whipple (duodenopancreatectomia), utilitzada habitualment per tractar el càncer de pàncrees extraient el pàncrees, duodè i part del jejú, el lligament de Treitz se separa del duodè i es preserva. Quan la part restant del jejú s'anastomosa amb el pílor de l'estómac, aquesta unió es pot realitzar a través del lligament.
La síndrome de l'artèria mesentèrica superior és una malaltia extremadament rara i potencialment letal que pot ser congènita i crònica o induïda i aguda. Es caracteritza per la compressió del duodè entre l'artèria aorta abdominal i l'artèria mesentèrica superior i pot, si és congènita, ser causada per un múscul suspensori anormalment curt. Un tractament quirúrgica és la cirurgia d'Strong, la qual consisteix en tallar el múscul suspensori però no es realitza gaire sovint.

## Imatges addicionals

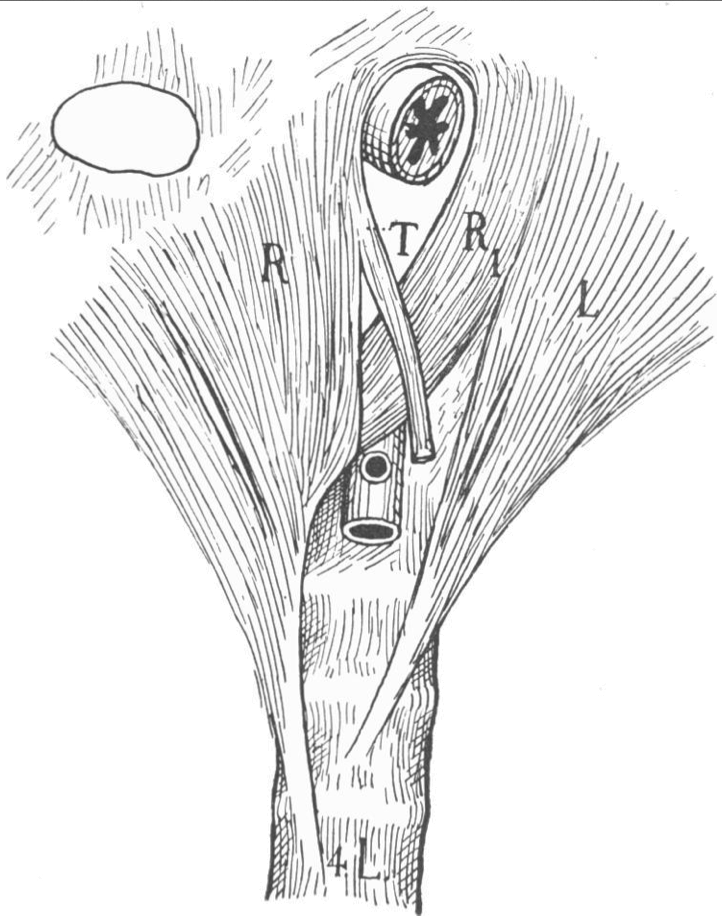
Representació de l'origen del múscul suspensori del duodè, des de les fibres de la porció dreta del diafragma crural
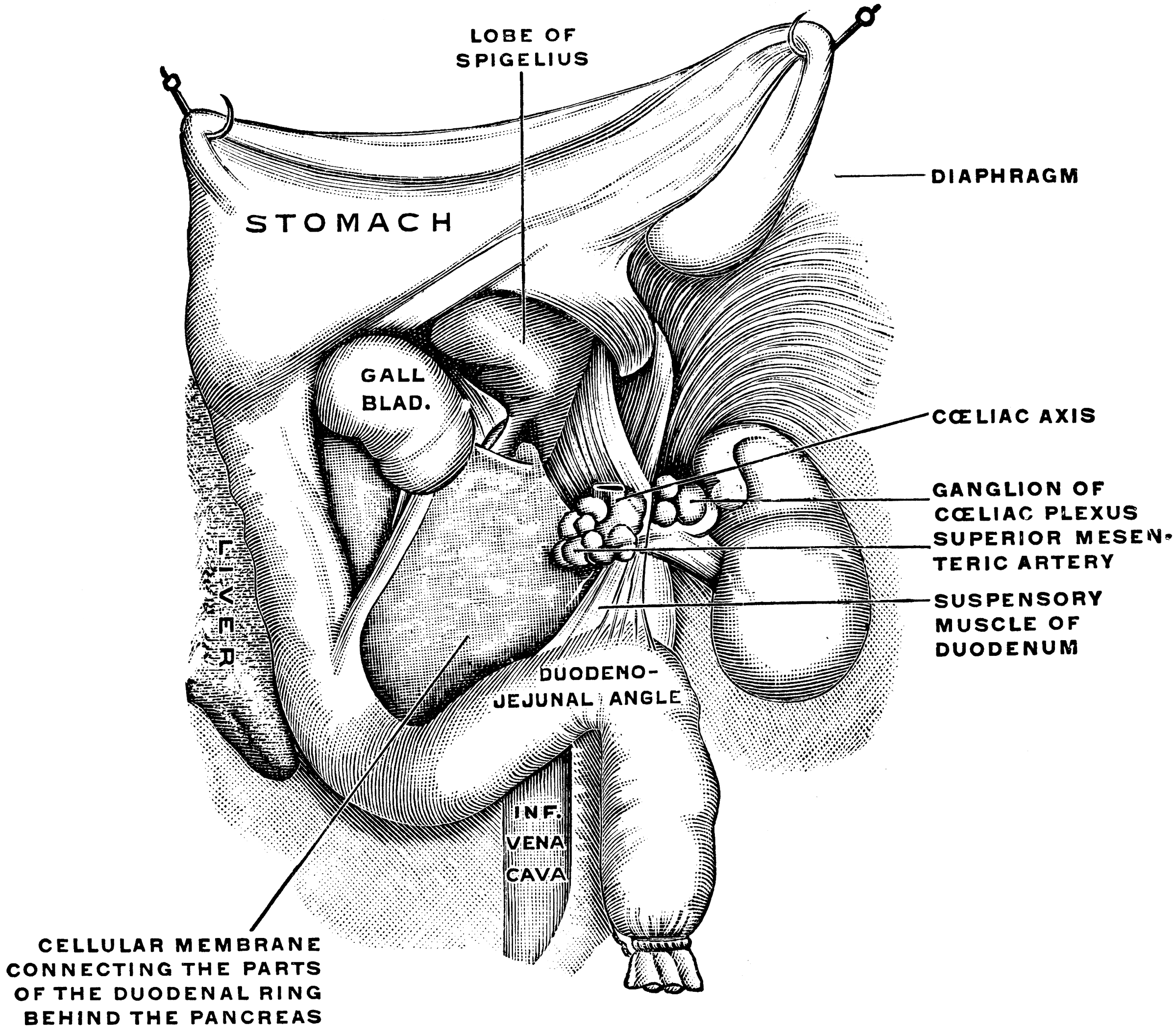
Vista ventral del múscul suspensori del duodè o lligament de Treitz.